# 莱勒
莱勒（德語：Lehre，發音：[ˈleːʁə] ⓘ）是德国下萨克森州黑尔姆施泰特县的市镇，面积71.96平方千米，2023年12月31日人口为12,029人。